# 勒貝格積分
勒貝格积分（英語：Lebesgue integral）是现代数学中的一个积分概念，它将积分运算扩展到任何测度空间中。在最简单的情况下，对一个非负值的函数的积分可以看作是函数图像与{\displaystyle x}轴之间的面积。勒贝格积分则将积分运算扩展到更广的函数（可测函数），并且也扩展了可以进行积分运算的集合（可测空间）。
最早的积分运算对于非负值的函数来说，其积分相当于使用求极限的手段来计算一个多边形的面积，但这过程需要函数足够规则。但是随着对更加不规则的函数的积分运算的需要不断产生，很快就产生了对更加广义的求极限手段的要求来定义相应的积分运算。
在实分析和在其它许多数学领域中勒貝格积分拥有一席重要的地位。勒貝格积分是以昂利·勒貝格命名的，他于1904年引入了这个积分定义。
今天勒贝格积分有狭义和广义两种意义。广义地说是对于一个在一般测度空间（的子集合）上的函数积分，在这情況下其测度不必然是勒貝格測度。狭义则是指对于勒贝格测度在實數線或者更高维数的歐幾里得空間的一个子集合上函数的积分。

## 引入
在闭区间{\displaystyle a}和{\displaystyle b}之间对函数{\displaystyle f}的积分可以被看作是求{\displaystyle f}的函数图像下的面积。对于多项式这样比较常见的函数来说这个定义简而易懂。但是对于更加稀奇古怪的函数来说，“函数图下的面积”不能那么简答的定义。广义地来说，“函数图像下的面积”对于什么样的函数有意义？这个问题的答案具有很大的理论性和实际性意义。
19世纪里在数学中有把整个数学理论放到一个更加坚固的基础上的趋势。在这个过程中数学家也试图给积分计算提供一个稳固的定义。波恩哈德·黎曼提出的黎曼积分成功地为积分运算提供了一个这样的基础。黎曼积分的出发点是构造一系列容易计算的面积，这些面积最后收敛于给定的函数的积分。这个定义很成功，为许多其它问题提供了有用的答案。
但是在求函数序列的极限的时候黎曼积分的效果不良，这使得这些极限过程难以分析。而这个分析比如在研究傅里叶级数、傅里叶变换和其它问题时却是极其重要的。勒贝格积分能够更好地描述在什么情况下积分有极限，这是勒贝格积分更加成功的主要原因。勒贝格的定义也使得数学家能够计算更多种类的函数的积分。比如输入值为无理数时函数值为0，输入值为有理数时函数值为1的狄利克雷函数没有黎曼积分，但是有勒贝格积分。
勒贝格在一份致保罗·蒙特尔的信中总结了他的方法：
我必须支付一笔钱，这笔钱已经在我口袋里攒好了。我从口袋里把纸币和硬币逐一掏出来，按摸到的顺序交给债主，直到凑够总额——这就是黎曼积分。但还有另一种方式：我可以先把口袋里所有的钱都掏空，把相同面值的钞票和硬币归类堆叠，然后按面值一沓一沓地支付给债主——这就是我的积分。

## 推导
以下的介绍是遵循最常见的勒贝格积分的介绍进行的。在这个介绍中积分理论分两部分：
1. 可测集和在这些集合上可以进行的测量的理论
2. 可测函数和对这些函数积分的理论

### 测度理论
最初测度理论是用来对欧几里得空间中直线的长度，以及更广义地，欧几里得空间的子集的面积和体积进行仔细分析发展出来的。它尤其可以为{\displaystyle R}的哪些子集拥有长度这个问题提供一个系统性的回答。后来发展的集合论证明，实际上不可能为{\displaystyle R}的所有子集都分配一个长度，且保持天然的可加性和平移不变的性质。因此给出一个合适的，可测量的子集类是一个关键的前提。
当然，黎曼积分隐含了长度的概念。事实上计算黎曼积分的元素是[a, b] × [c, d]所组成的长方形，它的面积为(b−a)(d−c)。b−a是这个长方形的宽度，而d−c则是其高度。黎曼只能用平面的长方形来估算曲线下的面积，因为当时还没有其它适当的理论来测量更一般的集合。
在大多数现代的教科书中测度和积分都是公理性的。也就是说测度是一个定义在集合{\displaystyle E}的某些子集组成的集合{\displaystyle X}上的函数μ，这些子集必须拥有一定的特征。在许多不同的情况下这些特征成立。
关于测度理论详见测度。

### 积分
从一个测度空间{\displaystyle (E,X,\mu )}出发，{\displaystyle E}是一个集合，{\displaystyle X}是由{\displaystyle E}的子集构成的σ代数，{\displaystyle \mu }是定义在{\displaystyle X}上的测度。
比如{\displaystyle E}可以是一个{\displaystyle n}维欧几里得空间Rn或者它的一个勒贝格可测子集。则{\displaystyle X}是所有{\displaystyle E}的勒贝格可测子集构成的{\displaystyle \sigma }代数，{\displaystyle \mu }则是勒贝格测度。在讨论概率论时，μ是概率空间{\displaystyle E}中的概率测度，满足{\displaystyle \mu (E)=1}。
在勒贝格理论中只有对所谓的可测函数才能够进行积分。一个函数{\displaystyle f}被称为是可测的，假如每个區间 {\displaystyle (t,\infty )} 的原像是 {\displaystyle E} 中的可測集合，也就是：
{\displaystyle f^{-1}((t,\infty ))\in X\quad {\mbox{ for all  }}t\in \mathbb {R} }。
可以证明，这与要求R中每个博雷尔子集的原像属于{\displaystyle X}的条件是等价的。我们从现在起直接使用第二个条件。可测函数的集合在函數的代数运算下是封闭的，更重要的是在多种逐点序列极限下它们是封闭的：
{\displaystyle \liminf _{k\in \mathbb {N} }f_{k},\quad \limsup _{k\in \mathbb {N} }f_{k}}
是可测的，假如原序列{\displaystyle f_{k}}是由可测函数组成的，其中{\displaystyle k\in }。
我们对{\displaystyle E}上的可测实数值函数{\displaystyle f}积分
{\displaystyle \int _{E}fd\mu =\int _{E}f\left(x\right)\mu \left(dx\right)}，
分步进行构造：
指示函数：与给定的测度{\displaystyle \mu }一致的可测集合{\displaystyle S}的指示函数的积分唯一可选择的值为：
{\displaystyle \int 1_{S}d\mu =\mu (S)}
简单函数：指示函数的有限线性组合：
{\displaystyle \sum _{k}a_{k}1_{S_{k}}}
这里系数 {\displaystyle a_{k}} 是实数，集合 {\displaystyle S_{k}} 是可测集。这样的函数称为可测简单函数。我们现在用线性性质将积分延拓到非负的可测简单函数上。当 {\displaystyle a_{k}} 非负时，令
{\displaystyle \int {\bigg (}\sum _{k}a_{k}1_{S_{k}}{\bigg )}d\mu =\sum _{k}a_{k}\int 1_{S_{k}}d\mu =\sum _{k}a_{k}\,\mu (S_{k})}
在这里和可能是无限的。一个简单函数可以通过不同方法的指示函数线性组合形成，但是其积分始终是一致的，这一点可由测度的可加性证明。
假如{\displaystyle E}是一个可测集合，{\displaystyle s} 是一个可测简单函数的话则
{\displaystyle \int _{E}s\,d\mu =\int 1_{E}\,s\,d\mu =\sum _{k}a_{k}\,\mu (S_{k}\cap E)}
非负函数：{\displaystyle f} 为 {\displaystyle E} 中的一个非负可测函数，其值可以取 +∞，即 {\displaystyle f} 的對應域是廣義實數的非負部分。我们定义
{\displaystyle \int _{E}f\,d\mu =\sup \left\{\,\int _{E}s\,d\mu :{\boldsymbol {0}}\leq s\leq f\,\right\}}，其中 {\displaystyle s} 是可測简单函数，{\displaystyle {\boldsymbol {0}}} 為零函數，這裡的大小關係是對定義域的每個點都成立
我们必须证明这个积分与上面定义在简单函数集合上的积分相符。此外还有这个积分定义是否与黎曼积分的概念有对应关系的问题。事实上可以证明这两个问题的答案都是肯定的。
这样我们定义了 {\displaystyle E} 中所有非负扩展实值可测的函数{\displaystyle f}的积分。要注意的是這裡定義的函数积分可以是无限大。
带負數值的函数：为了解决有負數值的函数，我们还需要添加几个定义。假設可測函數 {\displaystyle f} 将可测集合{\displaystyle E} 映射到廣義實數（既實數加上±∞），则有
{\displaystyle f=f^{+}-f^{-},\quad }
其中
{\displaystyle f^{+}(x)=\left\{{\begin{matrix}f(x)&{\mbox{if}}\quad f(x)>0\\0&{\mbox{otherwise}}\end{matrix}}\right.}
{\displaystyle f^{-}(x)=\left\{{\begin{matrix}-f(x)&{\mbox{if}}\quad f(x)<0\\0&{\mbox{otherwise}}\end{matrix}}\right.}
此外還有這性質
{\displaystyle |f|=f^{+}+f^{-}.\quad }
{\displaystyle f^{+}} 與 {\displaystyle f^{-}} 兩者皆是非负可測函数，其勒貝格積分已經剛給出定義。
若 {\displaystyle \int f^{+}\,d\mu \;\,} 與 {\displaystyle \;\,\int f^{-}\,d\mu } 兩個積分中有一個是有限的，則可以定義一般可測函數 {\displaystyle f} 的勒貝格積分為：
{\displaystyle \int f\,d\mu =\int f^{+}\,d\mu -\int f^{-}\,d\mu ,}
注意函數積分不嚴格限制一定要有限，可以是正無窮大或負無窮大。但如果積分是有限的話，也就是若 
{\displaystyle \int f^{+}d\mu <\infty \;\,} 與 {\displaystyle \;\,\int f^{-}d\mu <\infty } 都成立的話，

对一个正函数的积分可以看作是求该函数曲线下的面积

則稱函數 {\displaystyle f} 为勒貝格可積（Lebesgue integrable）。
兩積分皆有限，這條件等價於：
{\displaystyle \int |f|d\mu <\infty .}
事实上这个定义给出了具有良好特性的积分。
複變函數也可以类似地定義积分，只要分别考虑实数部分和虚数部分就可以了。
比如對任意複變函數 {\displaystyle h=f+ig} 其中 {\displaystyle f}跟 {\displaystyle g} 都是實函數，則函數 {\displaystyle h} 的積分定義為
{\displaystyle \int h\,d\mu =\int f\,d\mu +i\int g\,d\mu .}
函數是勒貝格可積的當且僅當其絕對值是勒貝格可積的。

### 直观解释

黎曼积分（蓝色）和勒贝格积分（红色）

要直观地解释两种积分的原理，可以假设我们要计算一座山在海平面以上的体积。
黎曼积分是相当于把山分为每块都是一平方米大的方块，测量每个方块正中的山的高度。每个方块的体积约为1x1x高度，因此山的总体积为所有高度的和。
勒贝格积分则是为山画一张等高線图，每根等高线之间的高度差为一米。每根等高线内含有的岩石土壤的体积约等于该等高线圈起来的面积乘以其厚度。因此总体积等于所有等高线内面积的和。
佛兰德（Folland）描述黎曼積分跟勒貝格積分的不同，以非負函數 {\displaystyle f:[a,b]\mapsto [0,\infty ],\;a.b\in \mathbb {R} } 這例子來講，黎曼積分是分割 {\displaystyle x}-軸上的定義域區間 {\displaystyle [a,b]} 為更小的子區間，並計算黎曼和，當子區間越來越小時黎曼和的極限就是黎曼積分；而勒貝格積分則是將 {\displaystyle f} 在 {\displaystyle y}-軸上的對應域分割成不相交的區間 {\displaystyle \{I_{j}\}_{j=1}^{n}}，並用定義域中的子集合 {\displaystyle \{f^{-1}(I_{j})=E_{j}\}} 來定義趨近 {\displaystyle f} 的簡單函數
{\displaystyle s=\sum _{j=1}^{n}\inf _{x\in E_{j}}f(x)\cdot 1_{E_{j}},\quad s:[a,b]\mapsto \mathbb {R} _{\geq 0},\;\,0\leq s\leq f,\,\;s}為簡單函數，
而這簡單函數 {\displaystyle s} 的積分為：{\displaystyle \sum _{j=1}^{n}\inf _{x\in E_{j}}f(x)\cdot \mu (E_{j})}，當把對應域的分割越來越細時，這簡單函數積分的極限就是勒貝格積分。更簡化講的話就是：黎曼積分是分割定義域來計算積分；勒貝格積分則是用分割對應域來計算積分。
参见简单函数的性质。

### 例子
有理数的指示函数{\displaystyle 1_{\mathbb {Q} }(x)={\begin{cases}1,x\in {\mathbb {Q} }\\0,x\notin {\mathbb {Q} }\end{cases}}\quad }是一个无处连续的函数。
- 在区间{\displaystyle [0,1]}之间{\displaystyle 1_{\mathbb {Q} }}没有黎曼积分，因为在实数中有理数和无理数都是稠密的，因此不管怎样把{\displaystyle [0,1]}分成子区间，每一个子区间里面总是至少会有一个有理数和一个无理数，因此其达布积分的上限为1，而下限为0。
- 在区间{\displaystyle [0,1]}内{\displaystyle 1_{\mathbb {Q} }}有勒贝格积分。事实上它等于有理数的指示函数，因为{\displaystyle \mathbb {Q} }是可數集，因此

{\displaystyle \int _{[0,1]}1_{\mathbb {Q} }\,d\mu =\mu (\mathbb {Q} \cap [0,1])=0}

## 黎曼积分的不足
傅里叶级数出现后，许多包括积分的分析问题也随之出现，要解决这些问题需要交换函数的无限求和和积分兩種運算。但是要找到以下两个积分相等的条件
{\displaystyle \sum _{k}\int f_{k}(x)dx,\quad \int {\bigg [}\sum _{k}f_{k}(x){\bigg ]}dx}
在黎曼積分的理論中是很难解决的。除此之外黎曼积分还有一些其它的困难。这些困难主要涉及上面已经讨论过的求极限的问题。
單調收歛性質不成立：如上所述，有理数的指示函数 {\displaystyle 1_{\mathbb {Q} }} 没有黎曼积分。尤其是单调收敛定理在這例子不成立。要了解为什么，设 {{\displaystyle a_{k}}}={\displaystyle \mathbb {Q} \cap [0,1]}（為可數集合）。令
{\displaystyle g_{k}(x)=\left\{{\begin{matrix}1&{\text{if }}x=a_{j},\,j\leq k\\0&{\text{otherwise}}\end{matrix}}\right.}
每個函数 {\displaystyle g_{k}} 除了在限点之外皆為 0，因此其黎曼积分为  0。序列 {\displaystyle g_{k}} 也是非负的，但卻單調遞增到不是黎曼可積的函數 {\displaystyle 1_{\mathbb {Q} }}。
不适宜于无界区间：黎曼积分一般只用来在有界区间内对函数进行积分。雖然可以用以下方式擴展
{\displaystyle \int _{-\infty }^{+\infty }f(x)dx:=\lim _{a\rightarrow \infty }\int _{-a}^{+a}f(x)dx}。
但是这个定义打破了平移不变性：设{\displaystyle f}和{\displaystyle g}在区间{\displaystyle [a,b]}外为0，而且是可以黎曼积分的。设对于某{\displaystyle y,f(x)=g(x+y)}，则{\displaystyle \int f=\int g}。但按以上瑕积分的定义，雖然函数{\displaystyle f(x)={\begin{cases}1&x>0\\-1&x\leq 0\end{cases}}}與{\displaystyle g(x)={\begin{cases}1&x>1\\-1&x\leq 1\end{cases}}}互為平移，积分值却不相等：
{\displaystyle \int f(x)dx=0,\quad \int g(x)dx=-2,\quad }
因此瑕积分不是平移不变。

## 基本定理
勒贝格积分不能区分仅在一个{\displaystyle \mu }测度0的集合上有区别的函数。精确地说，函数{\displaystyle f}和{\displaystyle g}幾乎處處相等当且仅当
{\displaystyle \mu (\{x\in E:f(x)\neq g(x)\})=0}
- 假如{\displaystyle f}和{\displaystyle g}是非负函数且几乎处处{\displaystyle f=g}，则

{\displaystyle \int fd\mu =\int gd\mu }。
- 假如{\displaystyle f}和{\displaystyle g}是函数，且几乎处处{\displaystyle f=g}，则{\displaystyle f}是勒贝格可积的，当且仅当{\displaystyle g}是勒贝格可积的，且{\displaystyle f}和{\displaystyle g}的积分是相等的。

勒贝格积分拥有以下特征：
线性：设{\displaystyle f}和{\displaystyle g}为勒贝格可积的函数，{\displaystyle a}和{\displaystyle b}是实数，则{\displaystyle af+bg}是勒贝格可积的，且
{\displaystyle \int (af+bg)d\mu =a\int fd\mu +b\int gd\mu }
单调性：设{\displaystyle f\leq g}则
{\displaystyle \int fd\mu \leq \int gd\mu }。
单调收敛定理：设{\displaystyle \{f_{k}\}_{k\in \mathbb {N} }}是一个实数值、非负可测函数的序列，且
{\displaystyle f_{k}(x)\leq f_{k+1}(x)\quad \forall k\in \mathbb {N} ,\forall x\in E.}
则
{\displaystyle \lim _{k}\int f_{k}d\mu =\int \sup _{k}f_{k}d\mu }。
注意：任何积分的值均可以是无穷大。
法图引理：设{\displaystyle \{f_{k}\}_{k\in \mathbb {N} }}是一个实数值、非负可测函数的序列，则
{\displaystyle \int \liminf _{k}f_{k}d\mu \leq \liminf _{k}\int f_{k}d\mu }。
在这里所有积分的值也均可以是无穷大。
勒贝格控制收敛定理：设{\displaystyle \{f_{k}\}_{k\in \mathbb {N} }}是一个复可测函数的序列，并拥有逐点极限{\displaystyle f}，且如果有一个勒贝格可积的函数{\displaystyle g}（即{\displaystyle g\in \mathbb {L} _{1}}），对所有{\displaystyle k}满足{\displaystyle |f_{k}|\leq g}，则{\displaystyle f}是勒贝格可积的，且
{\displaystyle \lim _{k}\int f_{k}d\mu =\int fd\mu }。

## 证明技巧
在这里我们通过证明上面已经提到过的勒贝格单调收敛定理，来说明勒贝格积分理论的证明技巧。
设{\displaystyle \{f_{k}\}_{k\in \mathbb {N} }}是一个非负可测函数的非递减序列，令
{\displaystyle f=\sup _{k\in \mathbb {N} }f_{k}}
由积分的单调性可以立刻得出：
{\displaystyle \int fd\mu \geq \lim _{k}\int f_{k}d\mu }
由于该系列是单调的，因此可以推出右侧的极限存在。
我们现在来证明另一个方向的不等式（它也可以通过法图引理证明），即
{\displaystyle \int fd\mu \leq \lim _{k}\int f_{k}d\mu }。
由积分的定义可以推出，有一个非负简单函数的非递减序列{\displaystyle g_{n}}，几乎处处逐点收敛于{\displaystyle f}，使得
{\displaystyle \lim _{k}\int g_{k}d\mu =\int fd\mu }。
因此只需证明对于任何{\displaystyle k\in \mathbb {N} }
{\displaystyle \int g_{k}d\mu \leq \lim _{j}\int f_{j}d\mu }
我们来证明假如{\displaystyle g}是一个简单函数而且几乎处处
{\displaystyle \lim _{j}f_{j}(x)\geq g(x)}
则
{\displaystyle \lim _{j}\int f_{j}d\mu \geq \int gd\mu }。
将函数{\displaystyle g}分解为其常数部分，可以化为{\displaystyle g}是一个集合的指示函数的情况。这样的话我们只要证明
设{\displaystyle A}是一个可测集合，{\displaystyle \{f_{k}\}_{k\in \mathbb {N} }}是一个{\displaystyle E}上可测函数的非递减序列，则几乎对所有{\displaystyle x\in A}
{\displaystyle \lim _{n}f_{n}(x)\geq 1}
则
{\displaystyle \lim _{n}\int f_{n}d\mu \geq \mu (A).}
要证明这个结果，令{\displaystyle \epsilon >0}并定义可测集合的序列为
{\displaystyle B_{n}=\{x\in A:f_{n}(x)\geq 1-\epsilon \}}。
由积分的单调性可以得出对于任何{\displaystyle n\in \mathbb {N} }，
{\displaystyle \mu (B_{n})(1-\epsilon )=\int (1-\epsilon )1_{B_{n}}d\mu \leq \int f_{n}d\mu }
由于对于足够大的{\displaystyle n}，几乎所有的{\displaystyle x}都位于{\displaystyle B_{n}}内，我们便有
{\displaystyle \bigcup _{i}B_{i}=A}
对于一个测度为0的系列成立。因此根据{\displaystyle \mu }的可数可加性
{\displaystyle \mu (A)=\lim _{n}\mu (B_{n})\leq \lim _{n}(1-\epsilon )^{-1}\int f_{n}d\mu }。
由于这个结果对于任何正的{\displaystyle \varepsilon }成立，因此定理得证。

## 其它表达方式
关于勒贝格测度的积分也可以不通过使用整个测度理论引导出来。一个这样的方法是使用丹尼尔积分。
使用泛函分析的方法也可以发展出积分的理论。任何定义在{\displaystyle \mathbb {R} _{n}}（或一个固定的开子集）上的紧支撑连续函数{\displaystyle f}都有黎曼积分。从这些积分开始，我们可以建立更一般的函数的积分。设{\displaystyle C_{c}}为{\displaystyle \mathbb {R} }上所有实数值紧支撑连续函数所构成的空间。定义{\displaystyle C_{c}}的范数为
{\displaystyle \|f\|=\int |f(x)|dx}
这样一来{\displaystyle C_{c}}是一个赋范向量空间（特别地，它是一个度量空间）。所有的度量空间都有完备化，因此令{\displaystyle L_{1}}为其完备空间。这个空间与勒贝格可积分函数余积分为零的子空间同构。而且黎曼积分{\displaystyle \int }关于{\displaystyle C_{c}}上的范数是一致连续的泛函，而{\displaystyle C_{c}}在{\displaystyle L_{1}}是稠密的。因此∫是所有{\displaystyle L_{1}}唯一的延伸。这个积分正好就是勒贝格积分。
这个结果可以被广泛化来建立关于局部紧空间的拉东测度的积分理论。2004年尼古拉·布尔巴基就是使用了这个方法。

## 应用
值得指出的是许多拓扑向量空间（比如希尔伯特空间或者巴拿赫空间）中的定理以及其中的极限运算，通过使用勒贝格积分获得了巨大的简化。

## 书籍
- 《勒贝格-斯蒂尔吉斯积分》，1965年，E·卡姆克，吴莲溪译，高等教育出版社，无ISBN
- 《度量空间与勒贝格积分》，1994年，方欣华等编，河南大学出版社，ISBN 7-81041-061-X
- 《勒贝格积分与泛函分析基础》，1992年，熊宏允等编，高等教育出版社，ISBN 7040033909